# Pavullo nel Frignano

Pavullo nel Frignano (Pavóll en dialecte modenese) est une commune italienne de la province de Modène dans la région Émilie-Romagne en Italie.

## Géographie
Pavullo nel Frignano est situé sur un haut plateau des collines des Apennins à une altitude variant de 199 à 926 mètres, dominé par la forteresse du Montecuccolo et l’antique tour de Gaiato érigées sur les collines et qui servent de ligne de partage des eaux entre les vallées des fleuves Panaro et Secchia, au sud du chef-lieu.

La commune se trouve sur le tronçon touristique de la route nationale SS12 qui, de Lucques (114 km) en Toscane monte au nord jusqu’au col du Brenner en passant par Modène (47 km), traverse Mirandola, et Vérone, etc.

Placée aux pieds des Apennins, la commune jouit d’un climat très variable allant de –10 °C en hiver à +30 °C en été, avec des printemps et automnes pluvieux.

Grandes villes voisines :
- Bologne 44 km
- Milan 181 km
- Florence 71 km
- Padoue 145 km

## Histoire
Le nom de Pavullo dérive de paule ou palude (marais), territoire initialement occupé par des populations ligures et celtes, la zone fut ensuite conquise par les Romains qui y réalisèrent un campement militaire, qui donna probablement naissance à la structure défensive romaine connue sous le nom de Castrum Feronianum, dont Paul Diacre nota au VIIe siècle dans Historia Longobardorum.
Du XIIe au XIVe siècle, l’organisation des paroisses, où l’organisation civile coïncidait avec la religieuse, se substitua à l’organisation militaire. Le centre administratif du territoire du Frignano fut pour de nombreux siècles, du moins jusqu’au XVe siècle, le château de Montecuccolo dont la construction remonterait au XIIe siècle et liée à la famille du même nom.
Le développement du territoire doit son essor aux voies de communication qui reliaient l’Emilie à la Toscane, particulièrement la Via Vandelli et la via Giardini, qui eurent un impact important sur l’économie et l’urbanisation de Pavullo au XVIIIe siècle. Essor qui, en 1832, incita le duc François IV de Modène à désigner Pavullo comme chef-lieu du Frignano.

## Monuments et lieux d’intérêt
- Le Palazzo : édifice à trois étages avec grand escalier à double rampe, siège de la bibliothèque communale  Giovanni Santini, avec la phonothèque et la galerie d’art contemporain, le cœur  Raimondo Montecuccoli , les divisions de la culture, du tourisme/sport et le tribunal.

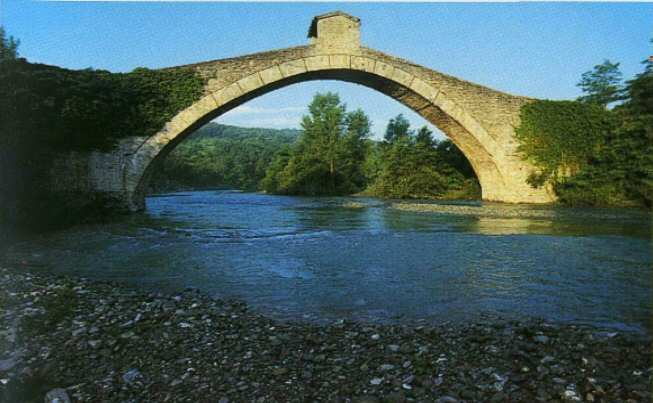
Ponte di Olina

- Le château de Montecuccolo perché sur la colline et qui domine le bourg,
- L’église de S. Lorenzo, construite en 1577,
- Le pont d’Olina à une arche, construit en 1522, au-dessus du torrent Scoltenna (affluent du Panaro) près du hameau du même nom.
- L’église du hameau médiéval de Montebonello, édifice de l’art roman du XIe siècle

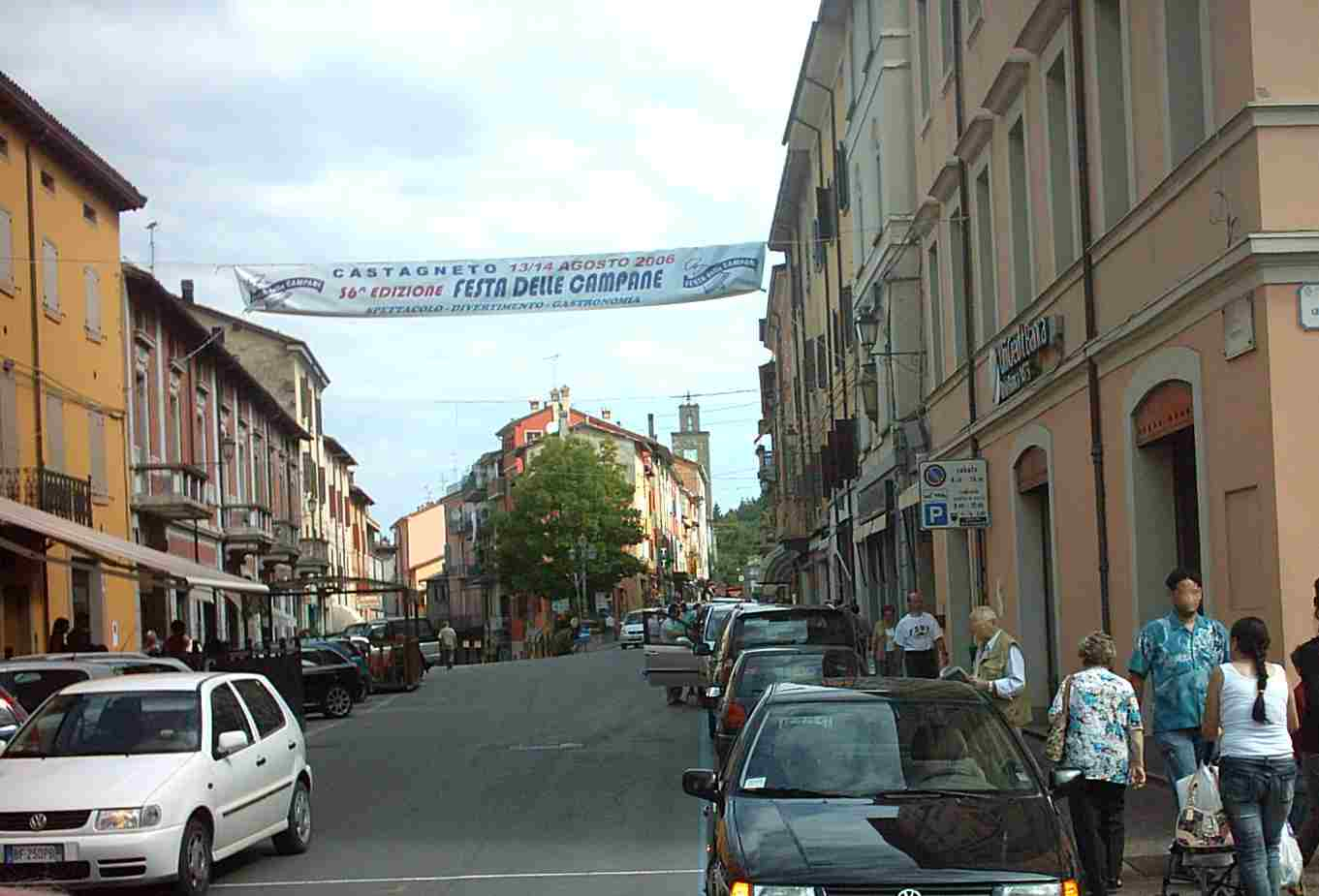
Via Giardini

## Administration
| Période                                  | Période  | Identité      | Étiquette     | Qualité |
| ---------------------------------------- | -------- | ------------- | ------------- | ------- |
| 30/05/2006                               | En cours | Romano Canovi | Centre gauche |         |
| Les données manquantes sont à compléter. |          |               |               |         |

### Hameaux
Benedello, Camatta, Castagneto, Coscogno, Crocette, Frassineti, Gaiato, Iddiano, Niviano, Miceno, Montebonello, Montecuccolo, Montorso, Monzone, Olina, Renno, Sassoguidano, Verica

### Communes limitrophes
Guiglia (14 km), Lama Mocogno (9 km), Marano sul Panaro (18 km), Montecreto (13 km), Montese (11 km), Polinago (15 km), Serramazzoni (11 km), Sestola (12 km), Zocca (13 km)

## Population

### Évolution de la population en janvier de chaque année
| 1861  | 1901   | 1921   | 1951   | 1961   | 1971   | 1981   | 1991   | 2001   |
| ----- | ------ | ------ | ------ | ------ | ------ | ------ | ------ | ------ |
| 9 316 | 12 034 | 14 601 | 16 168 | 13 622 | 12 426 | 13 017 | 13 379 | 15 119 |

| 2012   | - | - | - | - | - | - | - | - |
| ------ | - | - | - | - | - | - | - | - |
| 17 445 | - | - | - | - | - | - | - | - |

### Ethnies et minorités étrangères
Selon les données de l’Institut national de statistique (ISTAT) au 1er janvier 2012la population étrangère résidente et déclarée était de 1925 personnes, soit 11,1% de la population résidente.

Les nationalités majoritairement représentatives étaient :
| Pos. | Pays      | Population |
| ---- | --------- | ---------- |
| 1    | Maroc     | 486        |
| 2    | Albanie   | 310        |
| 3    | Moldavie  | 272        |
| 4    | Roumanie  | 249        |
| 5    | Pologne   | 99         |
| 6    | Macédoine | 60         |
| 7    | Ukraine   | 58         |
| 8    | Inde      | 51         |
| 9    | Chine     | 31         |

## Personnalités liées à Pavullo nel Frignano
- Carmen Russo, showgirl
- Luca Toni, footballeur
- Raimondo Montecuccoli, condottiere
- Vico Faggi, partisan, magistrat et dramaturge
- Luigi Lenzini - Prêtre italien béatifié en 2022

## Fêtes et évènements
- Le marché du samedi,
- le marché des antiquaires le premier dimanche du mois,
- le marché nocturne les mardis en été,
- le marché des produits agricoles biologiques les mardis en été,
- la foire artisanale de l’art, second dimanche du mois,
- la foire de l’économie de montagne du Frignano, tous les deux années en juin.

## Économie
La vocation agricole de la zone produit des agrumes, fruits, raisins, céréales et fourages. Levage traditionnel destiné à l’industrie alimentaire.

La localité est connue pour la villégiature estive.

## Note
1. ↑  (it) Popolazione residente e bilancio demografico sur le site de l'ISTAT.

## Sources
- (it) Cet article est partiellement ou en totalité issu de l’article de Wikipédia en italien intitulé « Pavullo nel Frignano » (voir la liste des auteurs).